# Estrella Pistola
La estrella Pistola es una de las estrellas hipergigantes e hipermasivas más luminosas de la Vía Láctea.
Su nombre proviene de la forma de la nebulosa que ilumina, la nebulosa de la Pistola.

## Situación
La estrella Pistola se encuentra a 25 000 años luz del sistema solar en la constelación de Sagitario, al oeste de Nash (γ Sagittarii) y Kaus Medius (δ Sagittarii), al noroeste de Kaus Australis (ε Sagittarii) y al sureste de Kaus Borealis (λ Sagittarii) y Nunki (σ Sagittarii).
Forma parte del cúmulo Quíntuple cercano al centro de la galaxia.
La estrella es invisible desde la Tierra, ya que se halla oculta detrás de grandes nubes de polvo; si no fuese así, sería visible a simple vista como una estrella de cuarta magnitud pese a la gran distancia que nos separa de ella.
Fue descubierta por el telescopio espacial Hubble en la década de 1990 utilizando longitudes de onda en el infrarrojo que penetran el polvo interestelar.

## Características físicas
Con una masa en torno a 150 masas solares, la estrella Pistola está catalogada como una variable luminosa azul, al igual que Eta Carinae.
Brilla con una luminosidad equivalente a 10 millones de soles, siendo una de las estrellas más luminosas del Grupo Local, del que forma parte nuestra galaxia. El hecho de que esté cerca del centro galáctico parece no ser casual, ya que allí se favorece la creación de objetos supermasivos.
A lo largo de su existencia ha ido perdiendo masa estelar, estimándose su masa inicial entre las 200 y las 250 masas solares. Se piensa que la estrella ha expulsado 10 veces la masa del Sol en forma de material arrojado durante dos gigantescos estallidos hace 4000 y 6000 años. Su viento estelar es 10 000 millones de veces mayor que el solar.
Su tiempo de vida es muy corto, aproximadamente 3 millones de años y, aunque no se sabe su edad con certeza, ésta puede cifrarse entre 1,7 y 2,1 millones de años. Probablemente explotará como una brillante supernova o hipernova dentro de 1 a 3 millones de años.